# Parque Provincial Strathcona-Westmin
El Parque Provincial Strathcona-Westmin es un parque provincial de Clase B ubicado en el extremo sur del Lago Buttle en la Isla de Vancouver en la provincia de Columbia Británica, Canadá. El parque fue separado del Parque Provincial Strathcona por BC Parks en 1987 para que las operaciones mineras pudieran continuar dentro de los límites del parque. Se espera que Strathcona-Westmin sea reabsorbido en el Parque Provincial Strathcona una vez que cesen las operaciones mineras.

## Descripción
Strathcona-Westmin alberga un denso ecosistema de bosque templado húmedo ubicado en el accidentado terreno de la Cordillera de la Isla de Vancouver. Al igual que el parque circundante, Strathcona-Westmin es un destino popular para practicar senderismo, ir de acampada y pescar.
El parque también cuenta con Myra Falls, una cascada escalonada que desemboca en el Lago Buttle, y Upper Myra Falls, una cascada cuenco ubicada a 6 km río arriba.

## Operación Myra Falls

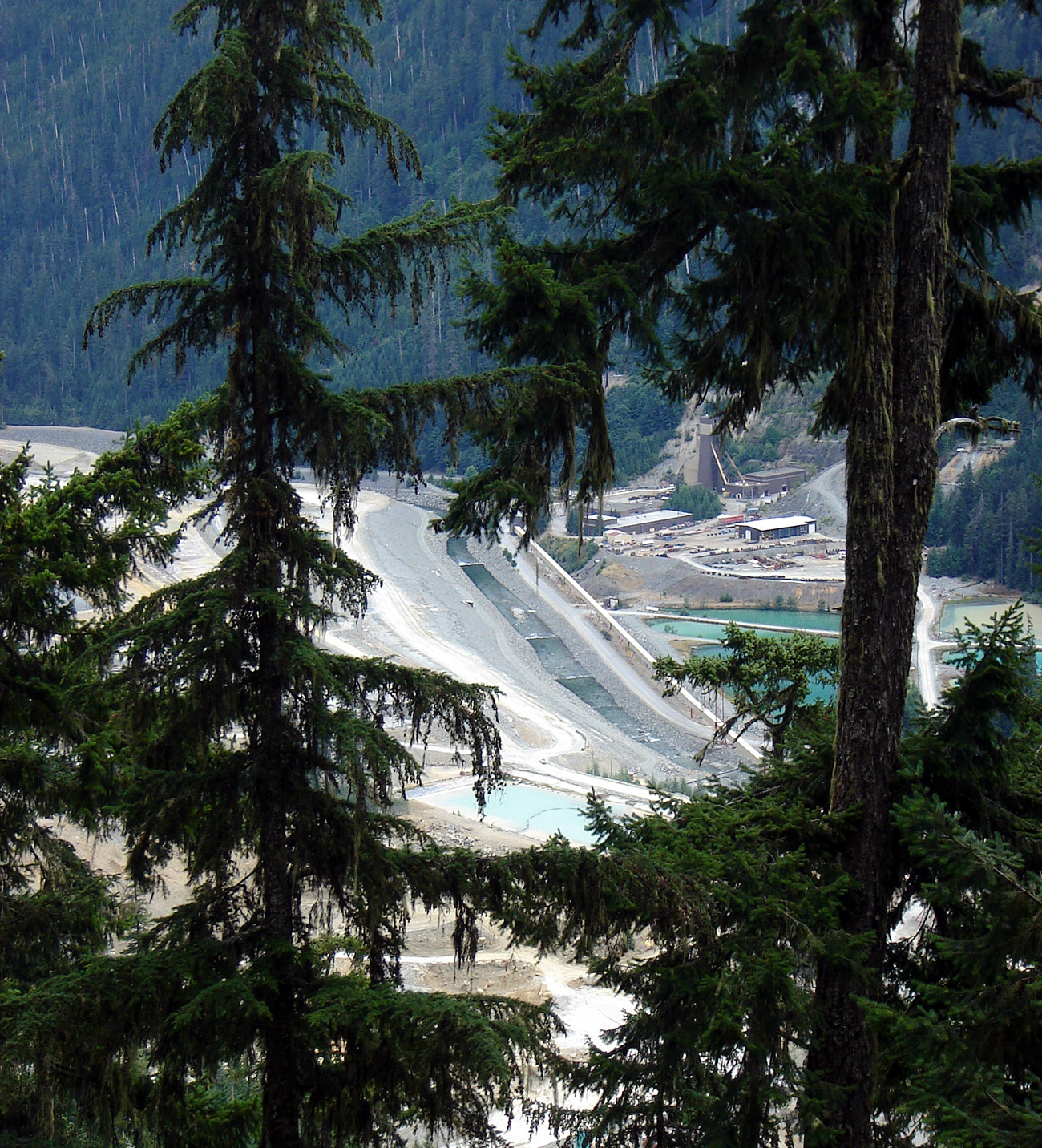
Operación Myra Falls

La Operación Myra Falls es una mina subterránea ubicada dentro de una gran cuenca estratiforme en el centro del Parque Provincial Strathcona-Westmin. Es propiedad de Nyrstar Myra Falls Ltd., una subsidiaria de la empresa minera europea Nyrstar. Las operaciones mineras fueron aprobadas por primera vez por el Ministerio de Minas y Recursos Petrolíferos de Columbia Británica el 6 de abril de 1970. La mina comenzó como dos pequeños tajos abiertos, pero rápidamente se convirtió en una mina subterránea con varias expansiones realizadas desde 1980.
La mina produce minerales como cobre, plomo, zinc, oro y plata. Tiene una capacidad anual de 1,4 millones de toneladas de mineral.